# Milford Award
Der Milford Award war ein amerikanischer Literaturpreis, der von 1980 bis 1997 für das Lebenswerk im Bereich der Phantastik (Science-Fiction, Fantasy und Horror) verliehen wurde. Die Verleihung fand jährlich bei der J. Lloyd Eaton Conference on Science Fiction and Fantasy Literature statt.
Die Preisträger waren:
- 1980 Donald A. Wollheim
- 1981 Robert Silverberg
- 1982 Judy-Lynn del Rey und Lester del Rey
- 1983 Terry Carr
- 1984 Edward L. Ferman
- 1985 Thaddeus E. Dikty
- 1986 Harlan Ellison
- 1987 H. L. Gold
- 1988 Lloyd Arthur Eshbach
- 1989 Martin H. Greenberg
- 1990 David G. Hartwell
- 1991 Judith Merril
- 1992 Ian Ballantine und Betty Ballantine
- 1994 Tim Underwood und Chuck Miller
- 1995 Frederik Pohl
- 1996 Robert M. Philmus und R. D. Mullen
- 1997 David Pringle